# Everybody's Gettin' Some
Everybody's Gettin' Some è un album di Junior Wells, pubblicato dalla Telarc Records nel 1995. Il disco fu registrato l'8-16 novembre 1994 al Dockside Studios di Maurice, Louisiana, il 15 gennaio 1995 al The Plant, Studio B di Sausalito, California ed il 1º febbraio 1995 al Conway Recording, Studio C di Los Angeles, California.

## Tracce
1. Sweet Sixteen – 4:53 (Al Green)
2. Everybody's Gettin' Them Some – 4:28 (Fred James)
3. I Can't Stand No Signifyin' – 6:15 (Jack Daniels, Johnny Moore)
4. Get Down – 4:58 (T. Allen, J. Brown, B.B. Dickerson, J. Goldstein, L. Jordan, C. Miller, L. Oskar, H. Scott)
5. Keep on Steppin' – 4:47 (Junior Wells)
6. Shaky Ground – 5:00 (Jeffrey Bowen, Alphonso Boyd, Eddie Hazel)
7. You're Tough Enough – 2:29 (Jack Daniels, Johnny Moore)
8. Use Me – 5:19 (Bill Withers)
9. Trying to Get over You – 4:12 (James Colin, Jerry Lynn Williams)
10. Last Hand of the Night – 3:25 (Dave Steen)
11. Don't You Lie to Me – 4:24 (Brownie McGhee, Hudson Whittaker)
12. That's What Love Will Make You Do – 5:55 (Milton Campbell)

## Musicisti
- Junior Wells - voce, armonica
- Rico McFarland - chitarra
- Sonny Landreth - chitarra
- Carlos Santana - chitarra (solo nel brano: 4)
- Dave Torkanowsky - pianoforte, tastiere
- Steve Howard - tromba (brani: 3, 7, 10 e 12)
- Ward Smith - sassofono tenore, sassofono baritono (brani: 3, 7, 10 e 12)
- Jon Smith - sassofono tenore (brani: 3, 7, 10 e 12)
- Willie Weeks - basso
- Brian Jones - batteria
- Charlene Howard - voce (brani: 1 e 6)
- Bonnie Raitt - voce (brano: 2)